# Gasoline (álbum)
Gasoline es el nombre del segundo álbum de la banda de rock canadiense Theory of a Deadman. Salió a la venta el 29 de marzo de 2005.

## Información
El álbum fue originalmente publicado en Canadá por 604 Records y en Estados Unidos por Roadrunner Records. Esta última editó las canciones "No Surprise" y "Me & My Girl" que contenían letras explícitas para no llevar la etiqueta de Parental Advisory. Cuatro canciones del álbum ("Santa Monica", "Say Goodbye", "No Way Out" y "No Surprise") salieron como parte del soundtrack del videojuego Fahrenheit. Todas las letras fueron escritas por Tyler Connolly. Toda la música fue compuesta por Theory of a Deadman.

## Lista de canciones
| N.º | Título                               | Duración |  |
| 1.  | «Hating Hollywood»                   | 3:25     |  |
| 2.  | «No Way Out»                         | 3:29     |  |
| 3.  | «No Surprise»                        | 3:40     |  |
| 4.  | «Quiver»                             | 2:51     |  |
| 5.  | «Santa Monica»                       | 4:06     |  |
| 6.  | «Better Off»                         | 2:51     |  |
| 7.  | «Say Goodbye»                        | 3:04     |  |
| 8.  | «Hello Lonely (Walk Away From This)» | 4:21     |  |
| 9.  | «Me & My Girl»                       | 3:40     |  |
| 10. | «Since You've Been Gone»             | 4:18     |  |
| 11. | «Hell Just Ain't The Same»           | 1:05     |  |
| 12. | «Save The Best For Last»             | 4:15     |  |
| 13. | «In The Middle»                      | 3:36     |  |

### Edición especial
| N.º | Título                               | Duración |  |
| 14. | «Lynchburg Lemonade (Southern Days)» | 3:32     |  |
| 15. | «Got Me Wrong»                       | 4:30     |  |
| 16. | «What's Your Name»                   | 3:31     |  |

## Personal
- Tyler Connolly: voces y guitarra principal.
- Dave Brenner: guitarra rítmica y voces de fondo.
- Dean Back: bajo y voces de fondo.
- Brent Fitz: batería y voces de fondo.
- Daniel Adair: batería en "Santa Monica".

- Datos: Q18649843